# For No One
A For No One az angol rockegyüttes, a The Beatles dala az 1966-os Revolver albumról. Paul McCartney írta, és a Lennon–McCartney szerzőiséggel látták el a dalt. A barokk-pop korai példája a barokk zenére és a 19. századi műdalra egyaránt jellemző stílus jegyeket tartalmaz. A dal egy romantikus kapcsolat végét írja le. A számot többnyire az együttes adja el, ezt csak az Alan Civil által előadott kürtdallam különbözteti meg, először szólóként, majd az utolsó versszakban ellenpontként. Megjelenésekor McCartney egyik legérettebb szerzeménye volt.

## Írása és rögzítése
A dal ötlete McCartney visszaemlékezései szerint a svájci Alpok egyik síközpontjának fürdőszobájában történt meg, miközben akkori barátnőjével, Jane Asherrel nyaralt. "Gyanítom, hogy egy másik vitáról volt szó" - emlékezett később. A dalszöveg talányosan az "A love that have been lasted years" sorral zárul. A dal munkacíme a "Why Did It Die?" volt. A kompozíció B-dúr csökkenő léptékű progresszióra épül, kiegészítve egy C-mollra változó refrénnel.
A dalt 1966. május 9-én, 16-án és 19-én rögzítették. McCartney énekelt és klavikordon (,amelyet George Martin AIR cégétől bérelt), valamint zongorán, basszusgitáron játszik, míg Ringo Starr dobolt, tamburinon és maracason zenélt. Sem John Lennon, sem George Harrison nem járult hozzá semmilyen formában a felvételhez.
A francia kürt szólóját Alan Civil, egy brit kürtművész készítette, aki Geoff Emerick hangmérnök szerint "London legjobb kürtöse". A felvétel során McCartney megkérte Civilt, hogy olyan hangot játsszon, amely túlmutat a hangszer szokásos tartományán. Emerick szerint az eredmény "élete teljesítménye" volt. Civil azt mondta, hogy a dalt "meglehetősen rossz zenei stílusban vették fel, mivel 'repedésben' volt [nem hangmagasságban], sem nem B-dúr, sem nem B-dúr. Ez bizonyos nehézségeket okozott a hangszerem hangolásában." Civil egyike azon kevés zenészeknek, akik bekerültek egy Beatles albumba.

## Fogadtatása
A The Evening Standard által a  Revolver albumról írt egykorú recenziójában Maureen Cleave kiemelte McCartney közreműködései között a For No One című dalban, és „olyan megindítónak [találta], mint a Yesterday-t”.
Thomas Ward, az AllMusic munkatársa úgy írja le a "For No One"-t, mint "Paul McCartney egyik nagyszerű balladáját a Beatles részére", hozzátéve, hogy ez "egyszerűen gyönyörű dal, tele egyedi McCartney érintésekkel, mégis tagadhatatlanul ihletett". Ward dicséri McCartney vokális teljesítményét, és a dallamát "az énekes egész pályafutása során az egyik legjobbnak" nevezi. Ward a basszusvonalat és a kürtszólót is csodálja, kritikáját pedig azzal zárja, hogy a dalt "a Beatles teljes kánonjának egyik legfinomabb és legérzékibb balladájának" nevezi.
Rob Sheffield, a Rolling Stone-tól azt írja, hogy McCartney dalai a Revolveren „új maró realizmust kaptak”. A For No One-t a "maradj otthon, ő kimegy" szakítási dalnak nevezi. Lennon a dalt "egyik kedvenc [McCartney] szerzeményének" és "szép műnek" nevezte.
Elvis Costello is kedvenc Beatles-dalának nevezte egy interjúban, és kijelentette: "A 'For No One' minden, ami nagyszerű Paul McCartney-ban megvan egy dalban... Ez egy igazán gyönyörű dallam. Olyan, mint egy fantasztikus filmszínész, aki nem csinál semmit. Nem dramatizálja túl a szerepét." Costello McCartney legjobb dalszövegének nevezte, és méltatta a dal feldolgozását, majd így zárta írását: "Körülbelül olyan tökéletes lemez, amennyire csak lehet."

## Közreműködött
Ian MacDonald állítása szerint:

### The Beatles
- Paul McCartney – ének, basszusgitár, zongora, klavikord
- Ringo Starr – dob, tamburin, maracas

### Közreműködő zenész
- Alan Civil – francia kürt

## Fordítás
Ez a szócikk részben vagy egészben  a   For No One című angol Wikipédia-szócikk fordításán alapul.  Az eredeti cikk szerkesztőit annak laptörténete sorolja fel. Ez a jelzés csupán a megfogalmazás eredetét és a szerzői jogokat jelzi, nem szolgál a cikkben szereplő információk forrásmegjelöléseként.

## Jegyzet
1. ↑  Steve Smith: Wyman and Taylor join the Rolling Stones onstage; Coldplay takes a break - Pasadena Star-News. web.archive.org, 2012. december 3. [2012. december 3-i dátummal az eredetiből archiválva]. (Hozzáférés: 2023. június 9.)
2. ↑  Nathan Brackett – Christian David Hoard: The New Rolling Stone Album Guide.  2004.  ISBN 978-0-7432-0169-8 Hozzáférés: 2023. június 9.
3. ↑  Alan W. Pollack's Notes on "For No One". www.icce.rug.nl. (Hozzáférés: 2023. június 9.)
4. ↑  Sheffield, Rob: Celebrating 'Revolver': Beatles' First On-Purpose Masterpiece (amerikai angol nyelven). Rolling Stone, 2016. augusztus 5. (Hozzáférés: 2023. június 9.)
5. ↑  MacDonald. A fejek forradalma, 263. o. (2015)
6. ↑  For No One (song) (angol nyelven). The Paul McCartney project. (Hozzáférés: 2023. június 9.)
7. ↑  Bánosi–Tihanyi.. Beatles zenei kalauz, 30. o. (1999)
8. ↑  The Beatles: Revolver (Parlophone PMC 7009). By Maureen Cleave : Articles, reviews and interviews from Rock's Backpages.. www.rocksbackpages.com. (Hozzáférés: 2023. június 9.)
9. ↑  https://www.allmusic.com/artist/the-beatles-mn0000754032.+„For No One by The Beatles - Track Info | AllMusic” (angol nyelven).
10. ↑  80 Artists Pick Their Favorite Paul McCartney Song For His 80th Birthday (angol nyelven). Stereogum, 2022. június 15. (Hozzáférés: 2023. június 9.)
11. ↑  MacDonald. A fejek forradalma, 262. o. (2015)

## Külső hivatkozás
Allan W. Pollack megjegyzései a For No One dalhoz